# Гней Генуций Авентинский
Гней Генуций Авентинский (лат. Gnaeus Genucius Aventinensis) — политический деятель эпохи Римской республики.
Происходил из плебейского ответвления Авентиненов патрицианского рода Генуциев. В 363 году до н. э. он был избран консулом вместе с Луцием Эмилием Мамерцином. В его консульство сенатом для смягчения гнева богов был назначен диктатором для вбития гвоздя (для прекращения какого-либо бедствия римляне прибегали к «вбитию гвоздя» как к возобновлению старого забытого обряда) Луций Манлий Капитолин Империоз, а начальником конницы Луций Пинарий Натта.